# Música de las Antillas Menores
La música de las Antillas Menores se refiere a la música originaria de las  islas que forman la porción este y sur de las Indias Occidentales. La música antillana menor forma parte de la categoría más amplia de la música caribeña; Gran parte de la música folklórica y popular también forma parte del complejo musical afroamericano, ya que en esta se mezclan elementos africanos, europeos e indígenas. Las culturas musicales de las Antillas Menores están influenciadas en gran medida en la música de las comunidades afrodescendientes. Los  elementos musicales africanos presentes en esta son un híbrido de instrumentos y estilos pertenecientes a numerosas tribus del África occidental, que se mezclaron con la música de los esclavistas europeos y los inmigrantes de la India. En muchos sentidos, la música de Antillas Menores se puede dividir según la nación que las colonizó. 
Las antiguas colonias británicas en las Antillas Menores incluyen a Trinidad y Tobago, que con el calipso ha sido especialmente influyente. Estas también comparten tradiciones como el baile con tambores. Las islas francesas de Martinica y Guadalupe comparten el popular estilo zouk y  han tenido contacto musical cercano con la música de Haití, que también fue colonia francesa aunque no forma parte de las Antillas Menores. Las colonias holandesas de Curazao, Bonaire y Aruba comparten el ritmo popular Kombina. Estas islas también comparten la tradición del kaseko, un género de música surinamesa; Surinam y sus vecinos Guyana y la Guayana Francesa comparten estilos folklóricos y populares que están estrechamente ligados a la música de las Antillas y otras islas del Caribe, poniendo a su música en el contexto más amplio de la música antillana o caribeña. 

## Características
A pesar de que la música de las Antillas Menores puede ser considerada parte de la misma área cultural, esta división es de utilidad limitada. Las islas de las Antillas Menores están divididas musicalmente a lo largo de líneas lingüísticas, con la superposición más significativa proveniente de Dominica y Santa Lucía - ambas principalmente anglófonas pero fuertemente influenciadas por un pasado colonial francés. Debido a esta división lingüística, el término música antillana se usa generalmente en referencia a la música de alguna de estas áreas. Así, por ejemplo, la Rough Guide to World Music presenta un capítulo sobre "música antillana" que trata sobre las islas  francesas de Martinica y Guadalupe, con una breve barra lateral sobre las Antillas Neerlandesas. 
En el contexto de la música anglófona, el término Antillean music (música antillana) se utiliza comúnmente para referirse a Trinidad y Tobago, lugar de origen del calipso. El autor Peter Manuel, por ejemplo, agrupa a todas las islas anglófonas dentro de la tradición del calipso trinitense. En cambio, usa el título Music of the Lesser Antilles (música de las Antillas Menores) para referirse a la música antillana francófona. Como muchos autores, considera a la música de Surinam y Guyana como un aspecto integral de la música caribeña; Debido a la historia colonial holandesa que comparten ambos países, a menudo se las agrupa con Aruba y las Antillas Neerlandesas.
Sin embargo, la música antillana se puede caracterizar por la importancia cultural que tiene en la celebración del carnaval (principalmente en Trinidad y Tobago ) y  por la tradición de canciones influenciadas por el calipso. En las Antillas Menores también hay una influencia  fuerte de la población indo-caribeña. Aunque se puede encontrar música indo-caribeña en otras partes del Caribe, la prominencia de los estilos influenciados por la India es un sello distintivo de la escena musical antillana. Las formas regionales también se pueden encontrar fuera del Caribe, sobre todo en la ciudad de Nueva York, donde en el Carnaval del Día del Trabajo de Brooklyn hay música y desfiles y bandas de percusión; Este carnaval es distinto de los locales y refleja elementos de naturaleza pancaribeña.
El calipso está más estrechamente asociado con la isla de Trinidad, pero se ha extendido por las Antillas Menores y en el extranjero. Se pueden encontrar tradiciones similares de forma nativa en muchas islas del Caribe. Dentro de las Antillas, la mayoría de las estrellas populares de calipso provienen de Trinidad y Tobago; La mayoría de las excepciones, como Arrow, provienen de otras islas anglófonas. El autor de música Peter Manuel ha argumentado que, a pesar del enfoque anglófono moderno del calipso y otras formas musicales cercanas, sus orígenes se encuentran en la "cultura criolla afro-francesa", señalando que el antepasado de la palabra calipso, cariso, se utilizó por primera vez para referirse a un cantante martinicano.
Las canciones pertenecientes al género calipso se caracterizan por un lirismo satírico, frecuentemente político, subido de tono y humorístico. Tienen una naturaleza competitiva y festiva, a tono con su función cultural en la organización social y la comunicación informal. El mento jamaicano es quizás su forma más conocida. La isla de Cariacoa es el lugar de origen de un estilo de canción similar al calipso, así como de las  fiestas de canboulay, las canciones de calinda y las bandas de percusión, todas similares a las tradiciones trinitenses relacionadas pero con sus propios rasgos distintivos. Trinidad ha influido fuertemente en el estilo musical de Cariacoa. Hay competencias de calipso en la isla. La Antigua Benna es parte de la misma familia de canciones, con letras orientadas a la política y, a menudo, letras satíricas con un estilo rítmico y moderno.

### Carnaval

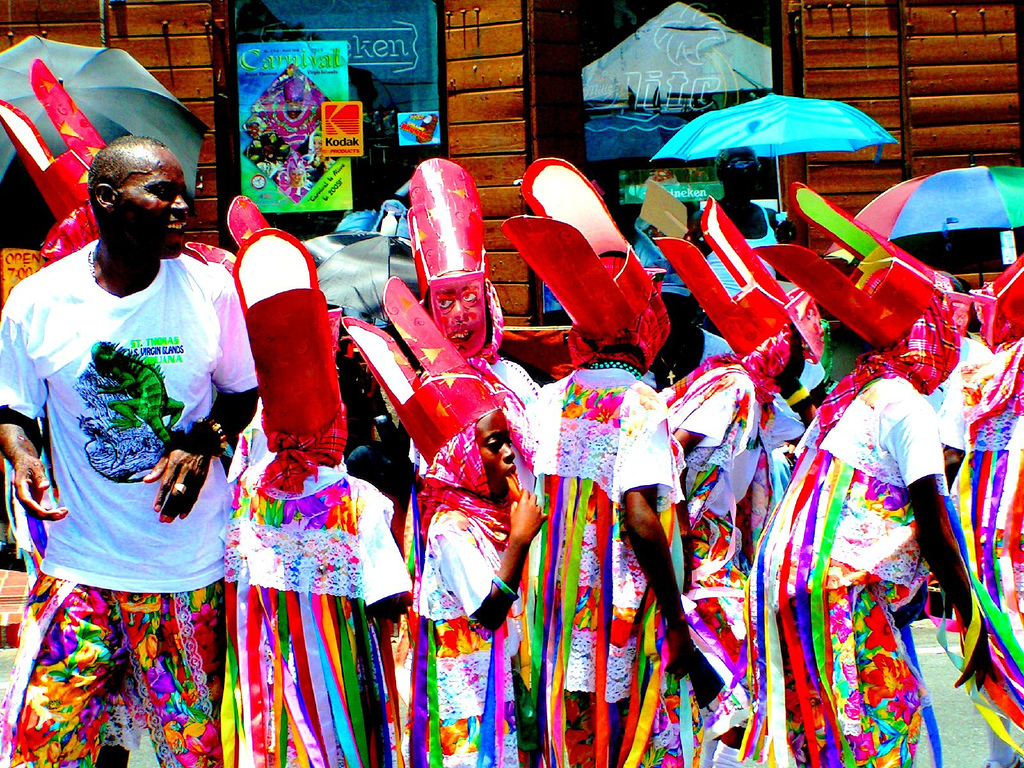
Una compañía de carnaval en las Islas Vírgenes

La celebración anual del carnaval es un evento cultural importante en todas las Antillas. Puede celebrarse en diferentes épocas del año, ya sea antes de la Cuaresma, durante Navidad o entre julio y agosto. Se celebra con una gran variedad de bailes, canciones y desfiles. Los concursos son comunes, especialmente los concursos de Rey y Reina Calipso, que se llevan a cabo en la mayoría de las islas de las Antillas Británicas y las Islas Vírgenes de los Estados Unidos, así como en la Isla de San Martín y otros lugares. Los carnavales antillanos británicos también están unidos por la fiesta  J'ouvert, que involucra desfiles de bandas de calipso y soca y son el punto culminante de sus celebraciones. 
Los carnavales de verano son celebrados en Antigua, San Vicente y las Granadinas, San Eustaquio, San Juan, Santa Lucía, Granada, Saba, Nevis y Anguila. Estos dos últimos son especialmente reconocidos por las competiciones de calipso que se llevan a cabo. Hay Carnavales de Navidad en Montserrat, Saint Croix, Saint Martin y Saint Kitts; El Carnaval de Montserrat se celebra con disfraces y bandas de percusión y en ambas islas también existen competencias de calipso. El Carnaval de Sint Maarten, que tiene lugar un mes después de Pascua, se caracteriza por la quema del Rey Moui-Moui como la culminación del festival. Muchas islas, especialmente las Antillas francesa y holandesa, albergan carnavales previos a la Cuaresma, incluyendo Martinica, Aruba, San Bartolomé, Bonaire, Curazao, Dominica, Santo Tomás y Guadalupe.

## Antillas Británicas
Existen muchas tradiciones populares comunes a las islas de habla inglesa de las Antillas Menores. El calipso, originalmente un género antiguo basado en la música folclórica de África occidental, es popular en todas las islas; Otras tradiciones populares, como la soca, originaria de Trinidad, también son populares en toda la región. Además, son comunes los conjuntos de tambores y percusión. Las Antillas Británicas también comparten ciertas tradiciones populares entre ellas. Se puede encontrar al calipso folclórico del Caribe oriental en toda la zona, al igual que a los estilos de música religiosa afro-caribeña como el  Shango de Trinidad. Diferentes variantes de festivales involucrando tambores ocurren en todas las islas de Barlovento, especialmente en San Vicente y las Granadinas. El carnaval es una celebración importante de música folklórica para todas las islas de las Antillas Menores y el resto del Caribe. 
El calipso es parte de una familia de estilos caribeños populares y folklóricos que abarca al benna y al mento, pero sigue siendo el género más destacado dentro de la música de las Antillas Menores. Las raíces del calipso no están claras, pero sabemos que se remonta a la Trinidad del siglo XVIII y a otras islas del Caribe como Santa Lucía . El calipso moderno, sin embargo, se origina en el siglo XIX, siendo una fusión de elementos dispares que incluyen la canción de mascarada lawlay, el belair criollo francés y el chantwell de pelea de palos. El ascenso temprano del calipso estuvo estrechamente relacionado con la adopción del carnaval por parte de los esclavos trinitenses, incluyendo aspectos como los tambores camboulay y las procesiones musicales de disfraces. El calipso popular surgió a principios del siglo XX, con el surgimiento de músicos conocidos internacionalmente como Atila el Huno y León Rugiente . El calipso siguió siendo popular en todo el Caribe y, a finales del siglo XX, empezaron a surgir estrellas del género. En la década de 1970 surgió una variante de calipso llamada soca, caracterizada por un enfoque en los ritmos bailables en lugar del lirismo. Desde entonces, la Soca se ha extendido por el Caribe y el extranjero.  
La música de  Trinidad se distingue por el uso de conjuntos de tambores y percusión, que evolucionó a partir de los instrumentos de percusión iimprovisados utilizados en las procesiones de carnaval. A fines de la década de 1930 los tubos de bambú, un instrumental tradicional, fue complementado con piezas de metal usadas como percusión. Con el tiempo, estos instrumentos de percusión se empezaron a usar  para producir hasta veinte y tantos tonos. Las bandas de percusión eran grandes orquestas formadas alrededor de estos tambores, siendo prohibidas por las autoridades coloniales británicas. Sin embargo, los tambores de percusión se extendieron por todo el Caribe y ahora son una parte arraigada de la cultura de Trinidad y Tobago .

## Antillas Francesas

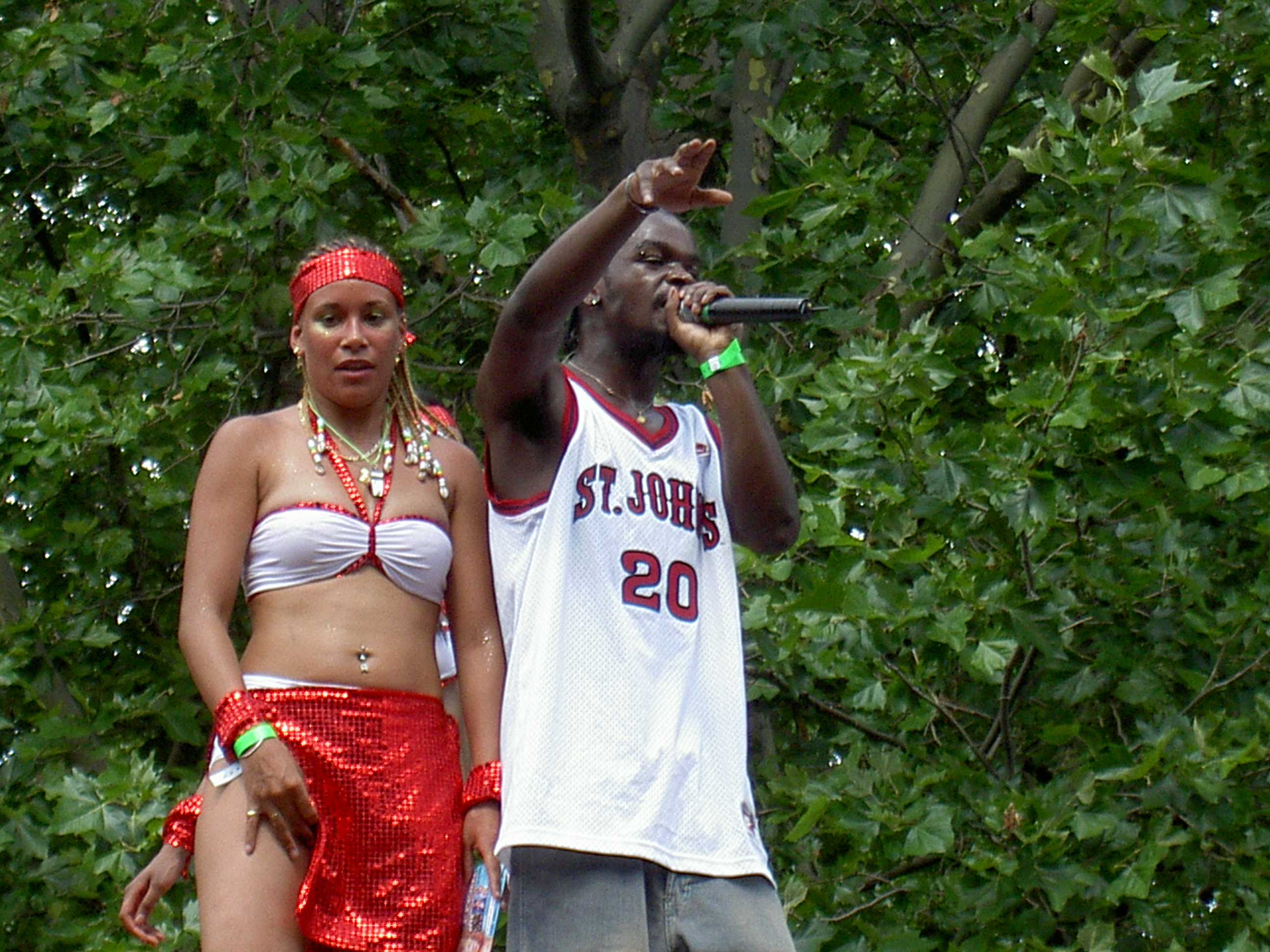
Festejo del carnaval de las Antillas Francesas en París

La música criolla francesa esta asociada a Martinica y Guadalupe, aunque las islas de Santa Lucía y Dominica también albergan música antillana francesa. Esta música se caracteriza por la prominencia de la danza de cuadrilla, distinta de la versión francesa y relacionada con el mereng de Haití. La cuadrilla  también es un símbolo potente de la cultura antillana francesa.
Martinica y Guadalupe albergan sus propias tradiciones folclóricas, entre las que se encuentran el influyente gwo ka de Guadalupe y el tambour y la tibwa de Martinica. El gwo ka es un tipo de música de percusión que consta de variaciones entre siete ritmos básicos. También existe una versión modernizada de este, llamada gwo ka moderne, aunque las actuaciones rurales tradicionales ( lewoz ) siguen siendo comunes. Los conjuntos de tambor y ti bwa dieron origen a varios estilos populares importantes de Martinica, incluidos el chouval bwa y el biguine, y también influyeron en el zouk. La música folclórica de Santa Lucía presenta conjuntos de violín, cuatro, banjo, guitarra y chak-chak (un sonajero), teniendo el banjo y el "cuatro"  importancia icónica, y formas de canciones recreativas, a menudo líricas llamadas jwé . La música folclórica criolla francesa de Dominica está basada en el ritmo de la cuadrilla, generalmente acompañada de conjuntos  jing ping. La narración popular (kont ) y las canciones ( bélé ) también forman una parte importante de la identidad musical del país.

### Kadans / Konpa dirèk
En la década de 1970, una ola de inmigrantes haitianos a Dominica y las Antillas Francesas, en su mayoría músicos, llevaron el kadans - una forma sofisticada de música que se expandió rápidamente por las islas y ayudó a unir a todas las antiguas colonias francesas del Caribe, combinando diferentes influencias culturales. Estos haitianos su música a partir del éxito previo de artistas de mini-jazz como Les Gentlemen, Les Leopards y Les Vikings de Guadeloupe. 
A fines de los 70 y fines de los 80 surgió un estilo de kadans llamado cadence-lypso. Exile One de Gordon Henderson introdujo importantes innovaciones al estilo, convirtiendo los grupos de mini-jazz en grandes bandas dominadas por la guitarra y con secciones de trompeta y sintetizadores de teclado. Esto allano el camino para el éxito de grandes grupos como Grammacks y Experience 7, entre otros. Influenciado por estos, el supergrupo Kassav' popularizó el zouk con canciones exitosas como "Zouk-La-Se Sel Medikaman Nou Ni". Kassav' se formó en París en 1978. 

### Cadence-lypso
Se llama cadence-lypso al kadans dominicano de la década de 1970. El grupo dominicano Exile One (con sede en la isla de Guadalupe) y Grammacks, que mezcló la cadencia haitiana rampa o konpa dirèk con el calipso trinitario, fueron sus principales promotores. De este último tomó el nombre de cadence-lypso. Sin embargo, la mayor parte de las bandas siguieron tocando kadans tradicional. 
Esta fusión de kadans y calipso representa solo un pequeño porcentaje del repertorio de Exile One. Esta, como la mayoría de las bandas de kadans dominicanas, tocaba también reggae, calipso y konpa dirèk .
Los kadans dominicanos han evolucionado bajo la influencia de los ritmos dominicanos y caribeños / latinos, así como las guitarras que introdujo el  rock, las voces al estilo soul y los estilos funk bass y horn, originarios de los Estados Unidos. A fines de la década de 1970, Gordon Henderson definió Cadence-lypso como "una síntesis de patrones musicales caribeños y africanos que fusionan lo tradicional con lo contemporáneo". Ganó popularidad  en la década de 1970, convirtiéndose el primer estilo de música dominicana en obtener reconocimiento internacional. 
Exile One, con sede en Guadalupe, fue uno de los grupos más fuertes dentro del kadans dominicano de la década de 1970. Fue muy influyente en el desarrollo de la música caribeña. Dirigida por Gordon Henderson, fue la primera banda de música caribeña en introducir sintetizadores a su música, siendo emulados por otras bandas jóvenes de cadencia o compás de Dominica, Haití ( mini-jazz ) y las Antillas Francesasen la década de 1970. Exile One fue una de las bandas criollas más exitosas del Caribe. También fueron los primeros en firmar un contrato de producción con el sello discográfico Barclay Records, exportando  música kadans a los cuatro rincones del mundo: Japón, el Océano Índico, África, América del Norte, Europa o las islas de Cabo Verde.

### Zouk
La inspiración para el estilo de música rítmica Zouk proviene del konpa dirèk haitiano, así como del cadence-lypso, la cadencia dominicana popularizada por Grammacks y Exile One. Elementos de gwo ka, tambour, ti bwa y biguine vidé también son prominentes en zouk. Aunque hay muchos estilos diferentes de zouk, todos estos tienen  puntos en común. Estos incluyen el uso de la lengua criolla francesa de Martinica y Guadalupe, que es un elemento importante y una parte distintiva de la música. En general, enfatiza a los cantantes estrella, prestándole poca atención a los instrumentistas. Las actuaciones consisten casi exclusivamente en grabaciones de estudio. 
La etnomusicóloga Jocelyn Guilbault considera que en su evolución el zouk fue influenciado por otros estilos caribeños, especialmente el cadence-lypso dominicano, la cadencia haitiana y la  biguine giadalupeña. El zouk surgió a fines de la década de 1970 y principios de la década de 1980, utilizando elementos de estilos anteriores de música antillana, así como elementos importando otros géneros.
La banda Kassav' sigue siendo el grupo zouk más conocido. Kassav' se inspiró el los bailes balakadri y bal granmoun, el biguine y la  mazurka, junto con influencias caribeñas más contemporáneas como konpa dirèk, reggae y  salsa. Los shows en vivo de Zouk pronto comenzaron a recurrir a las tradiciones de rock y heavy metal de Estados Unidos y Europa. El  género se extendió por todo el mundo, principalmente por los países en desarrollo. 
El zouk se ha diversificado, desarrollando  múltiples subgéneros. Estos incluyen zouk-love, baladas pop de artistas como Edith Lefel y Gilles Floro, Zouk- R&B y bandas de ragga-zouk como Lord Kossity que fusionaron el género con otras influencias. 

### Zouk romántico
El zouk romántico es un kadans o konpa dirèk de las Antillas Francesas caracterizado por un ritmo lento, suave y sexual. Las letras de las canciones a menudo hablan de amor y problemas sentimentales. 
La música kizomba de Angola y el cabo-romántico de Cabo Verde también derivan de este estilo de música y suenan básicamente igual, aunque existen diferencias notables una vez que te familiarizas con los géneros. Un exponente principal de este subgénero es Ophelia Marie.  
Hay artistas de zouk romántico provenientes de las Antillas francesas, los Países Bajos y África. Los artistas más populares incluyen a artistas francófonos de las Indias Occidentales como Edith Lefel y Nichols, o como Suzanna Lubrano y Gil Semedo y a la artista africana Kaysha . 

### Bouyon
El bouyon (boo-yon) es una forma de música popular proveniente de Dominica, también conocida como música de salto en Guadalupe y Martinica. La banda más conocida en el género es Windward Caribbean Kulture (WCK), que originó el estilo en 1988 al experimentar con elementos de kadans (o cadencia-lypso), tambores de lapo kabwit, jing-ping de estilo popular y un ritmo rápido de batería electrónica. Desde la perspectiva lingüística, el bouyon utiliza mayoritariamente el inglés y el creóle dominicano. Más recientemente, los DJs con voces al estilo raggamuffin (bouyon-muffin) han pasado a primer plano, actualizando el sonido para una nueva generación. 
Debido a la popularidad de Triple K International, Ncore y la nueva generación de bandas de bouyon que recorrieron las Antillas Francesas, una rama popular de bouyon de Guadalupe se llama bouyon gwada. Esta versión del bouyon tuvo su apogeo a principios de los años 90 con canciones como Met Veye WCK, pero siguió siendo popular como música de estampada o carnaval. Con los años, gracias al intercambio comercial con los dominicanos y la participación de Guadalupe en el Festival Mundial de Música Criolla, grupos insignia del género como Triple Kay y la banda MFR comenzaron a democratizarse y se incluyó a artistas locales en el remix. Entre ellos se encuentran Allo, Triple Kay Daly y "Big Ting Poppin 'Daly Alone. 
Una rama popular dentro del bouyon gwada es el  bouyon hardcore, un estilo caracterizado por sus letras lascivas y violentas. Los músicos populares de bouyon hardcore incluyen Wee Low, Suppa, Doc J, Yellow gaza, etc. 

### Música folklórica popular
Aunque el zouk es el género más conocido dentro de la música moderna de las Antillas Francesas, la isla de Martinica también ha producido los estilos populares a principios del siglo XX como el chouval bwa y el biguine. El chouval bwa utiliza  múltiples instrumentos distintivos y tiene intérpretes internacionalmente famosos como Claude Alemania, Dede Saint-Prix, Pakatak y Tumpak, mientras que biguine ha alcanzado fama internacional desde la década de 1920. Desde entonces, se ha modernizado y adaptado para el público pop, convirtiéndose en una gran influencia para el zouk. Entre las décadas de 1930 y 1950, la danza biguine fue popular entre las orquestas de baile de las islas. El biguine tiene una variante llamada cinquillo, relacionada con otros géneros caribeños como el merengue y el konpa dirèk. En las décadas de 1940 y 1950, estas bandas de baile absorbieron influencias de la música popular cubana, estadounidense y haitiana.

## Antillas Neerlandesas
Las islas de Curazao, Bonaire, Aruba, San Eustaquio y San Martín comparten estilos musicales  y mantienen sus propios conjuntos de danzas folclóricas y populares, que incluyen calipso, zouk y soca. Predomina la población de ascendencia africana, indígena y europea, aunque los inmigrantes más recientes han traído estilos musicales del Líbano, China e India. Estas islas son conocidas por el ritmo combinado, que tiene referentes locales en Happy Peanuts y Expresando Ritmo i Ambiente. El  kaseko, proveniente del país continental de Surinam, también es popular en las islas. La música tradicional de Aruba y las Antillas Neerlandesas, sin embargo, tiene influencia predominantemente africana, caracterizada por el uso de poli-ritmos complejos y altamente desarrollados, estilos de baile específicos y el uso de tambores, en particular en el tambú. Otros instrumentos de origen africano utilizados  incluyen barras de percusión de metal, agan, la escofina wiri, aerófonos como la trompeta cachu e instrumentos de viento como el becu transversal de doble lengüeta o el arco benta. 
El tambu es una música bailable tradicional en Aruba, Bonaire (donde a veces se le conoce como bari ) y Curazao. Es un símbolo especialmente importante de identidad en esta última. Utiliza instrumentos que incluyen el agan, el chapi, el triángulo y el wiri, entre otros. Muchos de estos también forman parte del muziek di zumbi, o música de espíritu, de origen africano. La música folklórica de Curazao tiene una rica tradición de canciones de trabajo con letras apentatónicas que son cantadas en una variante de papiamento llamada seshi . El festival de la cosecha de Simadan se celebra en todas las islas. En él se utiliza la trompeta de cachu, hecha de un cuerno de vaca. En Bonaire el festival es notable por el uso del becu, un aerófono hecho a partir del tallo de un sorgo planta, y la kinkon, hecha de una concha marina y conocidos en otros lugares como carco. Las formas de canciones populares comunes durante la cosecha incluyen el seu, simadan y wapa. A principios del siglo XIX se importaron otras canciones, como el joropo y el pasillo sudamericanos y el merengue  entre otras canciones, bailes e instrumentos nuevos. Esta mezcla  fue el origen de la tradición popular más distintiva y antigua de las Antillas Neerlandesas: la tumba .  
Las islas más pequeñas de San Martín, Saba y San Eustaquio  en gran medida comparten los mismos instrumentos populares, bailes y canciones que sus vecinos; sin embargo, estas islas permanecen en gran parte sin haber sido estudiadas. Saba es reconocida por su tradición de percusión vital, en general  asociada con fiestas privadas. Esta utiliza instrumentos similares a los utilizados en Curazao, Bonaire y Aruba. En San Martín existe una forma de danza nacional llamada ponum, que data del siglo XIX y solo fue desplazada por bandas de cuerdas a mediados del siglo XX. En San Martín también surgió la canción de quimbe, similar al calipso, que sigue siendo una parte importante de la cultura de la isla.

## Música indo-antillana
Las comunidades indo-caribeñas en las Antillas Menores son particularmente significativas en Guyana, Surinam y Trinidad y Tobago. Entre sus  tradiciones folklóricas se encuentran las canciones chowtal, parte del festival de primavera phagwa, y los bhajans hindi, que todavía se cantan en los templos a pesar de que hay pocas personas que entiendan el idioma. Los indo-caribeños guyaneses y trinitarios desarrollaron una tradición que fusionó elementos del calipso con la música popular del norte de la India en un estilo que se conoce como música local.
La música indo-caribeña juega un papel vital en varios festivales anuales, incluyendo el phagwa de primavera, donde tradicionalmente se canta el  chowtal de manera competitiva y en equipos. Los musulmanes chiitas indo-caribeños celebran Hosay (Muharram) con carrozas que van acompañadas de un tipo de tambor llamado tassa. La música para bodas, dominada por el tan cantado, también es una parte importante de la música indo-caribeña. Generalmente se acompaña al tan con el tambor dholak y el dhantal, un instrumento de percusión. A veces también se acompaña con duelos verbales influenciados por el picong. La música popular indo-caribeña obtuvo fama internacional a fines de la década de 1980, con el auge de la música chutney. El chutney es una música de baile, en su forma moderna acompañada por  instrumentación de soca que invluye  sintetizadores y tambores. Este estilo se llama chutney-soca .

## Otras lecturas
Antillas Británicas
- Best, Curwen (1999). Barbadian Popular Music and the Politics of Caribbean Culture (en inglés). Rochester, Vermont: Schenkman Books. ISBN 0-87047-111-2.
- Hill, Donald (1993). Calypso Calaloo: Early Carnival Music in Trinidad (en inglés). Gainesville, Florida: University Press of Florida. ISBN 0-8130-1222-8.
- Hill, Errol (1972). The Trinidad Carnival: Mandate for a National Theatre. Austin, Texas: University of Texas Press. ISBN 0-292-78000-1.
- Rohlehr, Gordon (1990). Calypso and Society in Pre-Independence Trinidad. Port of Spain: G. Rohlehr. ISBN 976-8012-52-8.
- Warner, Keith (1985). Kaisa, the Trinidad Calypso. Washington, D.C.: Three Continents.

Antillas Francesas
- Berrian, Brenda F. (2000). Awakening Spaces: French Caribbean Popular Songs, Music, and Culture. Chicago: University of Chicago Press. ISBN 0-226-04455-6.
- Guilbault, Jocelyn and Gage Averill, Édouard Benoit, and Gregory Rabess (1993). Zouk: World Music in the West Indies. Chicago: University of Chicago Press. ISBN 0-226-31041-8.

Música indo-antillana
- Myers, Helen (1998). Music of Hindu Trinidad: Songs from the India Diaspora (en inglés). Chicago: University of Chicago Press. ISBN 0-226-55451-1.
- Ramnarine, Tina K. (2001). Creating Their Own Space: The Development of an Indian-Caribbean Musical Tradition (en inglés). Kingston: University of the West Indies Press. ISBN 976-640-099-7.

Otros
- Ray Allen; Lois Wilcken, eds. (1998). Island Sounds in the Global City: Caribbean Popular Music and Identity in New York. New York: New York Folklore Society and the Institute for Studies in American Music, Brooklyn College. ISBN 0-252-07042-9.

- Datos: Q6942376